# Salut (christianisme)
Pour les articles homonymes, voir Salut.

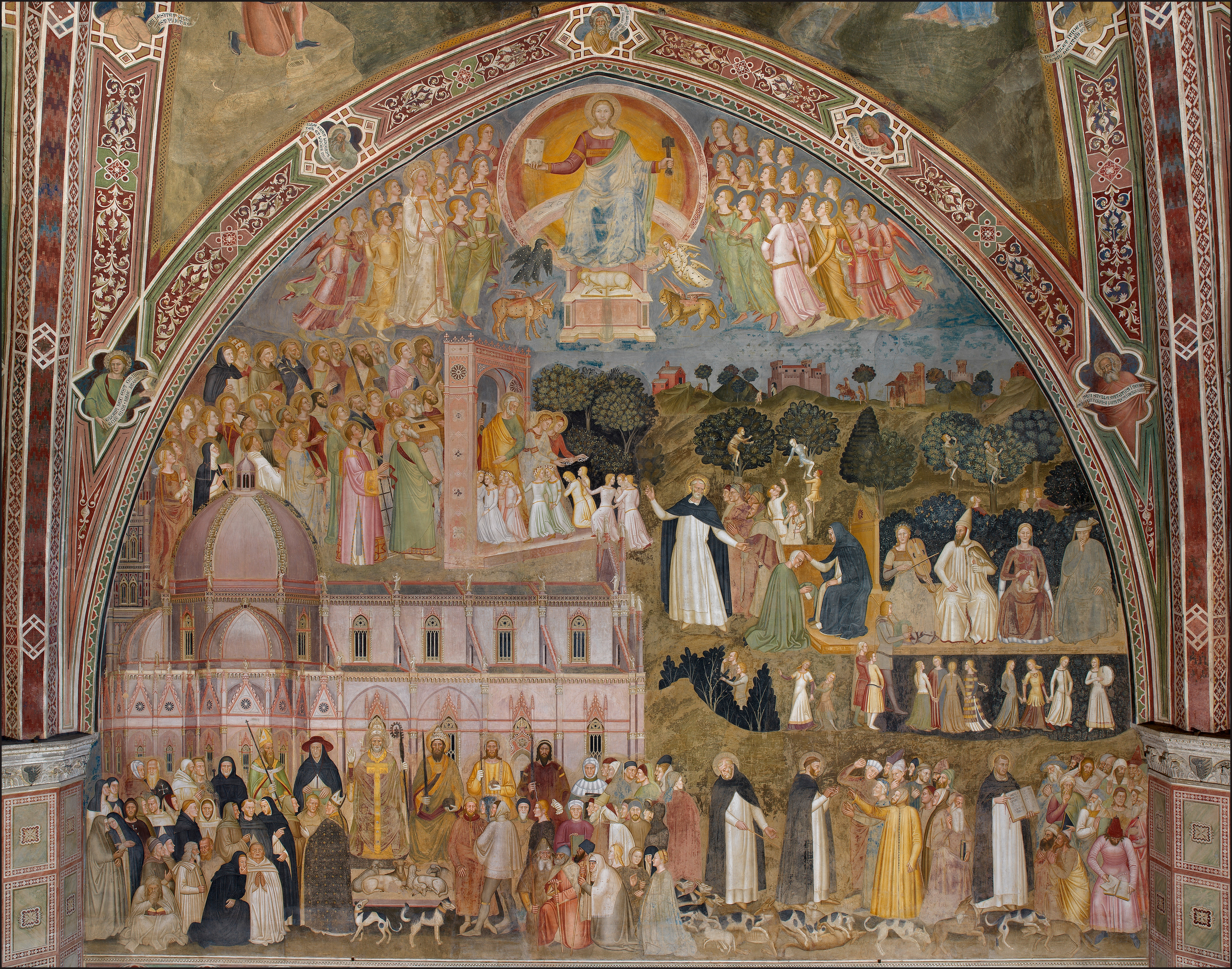
Le chemin du salut, fresque d'Andrea di Bonaiuto, chapelle des Espagnols, basilique Santa Maria Novella, Florence.

Le salut de l'âme est l'un des thèmes fondamentaux du christianisme. Il permet l’accès au paradis. Son étude se nomme la sotériologie. Le salut, dans le christianisme, est associé au Christ, considéré comme le rédempteur de l'humanité ; ainsi la sotériologie est-elle liée à la christologie. Dans le catholicisme, il est offert par la grâce, les sacrements et les œuvres. Dans le protestantisme, il est offert par la foi et la grâce seulement.
Cette notion recouvre une grande variété de thèmes, qui ont été plus ou moins développés selon les périodes de l'histoire et selon les confessions chrétiennes.

## Origines

### Ancien Testament
L’Ancien Testament présente trois types d'expiation par procuration qui efface les péchés: l'offrande pascale, le système sacrificiel dans son ensemble, avec la Yom Kippour comme élément essentiel, et le concept d’un messie  Serviteur envoyé de Dieu qui a été "blessé pour nos transgressions" et "a porté le péché de beaucoup".

### Nouveau Testament
Le salut dans le Nouveau Testament est possible par la foi en Jésus-Christ. Différentes images, métaphores et catégories du salut, dans le Nouveau Testament, renvoient au Christ pour le renouvellement d’une relation avec Dieu.

## Approche historique

### L'Antiquité: les pères de l'Église

#### Clément d'Alexandrie
Au IIe siècle, Clément d'Alexandrie, l'un des premiers chrétiens à maîtriser la philosophie classique antique, utilise de nombreuses images pour décrire le salut apporté par le Christ. Il utilise par exemple celle de la lumière qui donne l'intelligence, ou de la musique qui adoucit les cœurs, apprivoise les animaux sauvages que sont les hommes, et leur redonne la vie.

#### Athanase d'Alexandrie
Au IVe siècle, Athanase d'Alexandrie décrit le salut comme étant le fait que Dieu, Père, Fils et Esprit habite en l'homme, déjà en cette vie.

#### Augustin
Au Ve siècle, l'évêque africain Augustin d'Hippone développe le thème du salut dans son livre La Cité de Dieu. Ici aussi, le salut, exprimé en termes de régénération, commence au baptême et s'accomplit à la résurrection.
Par ailleurs, Augustin s'était opposé au moine britannique Pélage. Ce dernier soutenait que l'Homme a en lui la force de vouloir le bien et de pratiquer la vertu, une position relativisant l'importance de la grâce divine. Augustin refuse cette vision et déclare que Dieu est le seul à décider à qui il accorde (ou non) sa grâce. Les bonnes ou mauvaises actions de l'Homme (sa volonté et sa vertu, donc) n'entrent pas en ligne de compte, puisque le libre-arbitre de l'Homme est réduit par la faute originelle d'Adam. Dieu agit sur l'Homme par l'intermédiaire de la grâce efficace, donnée de telle manière qu'elle atteint infailliblement son but, sans pour autant détruire la liberté humaine. L'Homme a donc un attrait irrésistible et dominant pour le bien, qui lui est insufflé par l'action de la grâce efficace. Mais le salut de l'âme après la mort ne vient que de la seule volonté de Dieu (Sola gratia).

### Au Moyen Âge
La théologie médiévale, dominée par la pensée augustinienne, laisse peu de place à la liberté humaine : Thomas d'Aquin tente cependant d'organiser autour de la pensée d'Augustin un système métaphysique permettant de concilier grâce et liberté humaine. Il lui faut tenir à la fois l'affirmation de l'action divine dans chaque action de l'Homme, et l'affirmation de la liberté de ce même Homme.

### Le jansénisme
Le jansénisme est issu d'un courant théologique s'inscrivant dans le cadre de la Réforme catholique, apparu dans les années qui suivent le concile de Trente mais qui puise ses sources dans des débats plus anciens.
Cornelius Jansen, dit Jansenius, a écrit une somme théologique intitulée Augustinus. Il y affirme, en conformité avec la doctrine augustinienne de la sola gratia, que depuis le péché originel, la volonté de l'homme sans le secours divin n'est capable que du mal. Seule la grâce efficace peut lui faire préférer la délectation céleste à la délectation terrestre, c'est-à-dire les volontés divines plutôt que les satisfactions humaines. Cette grâce est irrésistible, mais n'est pas accordée à tous les hommes. Jansen rejoint ici la théorie de la prédestination de Jean Calvin.

## Approche confessionnelle

### L'enseignement catholique
Le salut peut être défini ainsi dans l’Église catholique : « Libération définitive du mal et du péché et communion complète avec Dieu. Dans l’Ancien Testament, le salut est espérance d’un sauveur annoncé. L’acte de salut par excellence est, pour la théologie et la vie spirituelle, la résurrection du Christ. Il se réalise sur la croix par le don total que Jésus fait de lui-même par amour. Ce salut n’est pas uniquement à venir, mais il est déjà accessible aujourd’hui, par la grâce de Dieu ».
La dimension « négative » de l'enseignement catholique sur le salut l'explique comme la réparation du péché de l'homme. Par le péché originel, « l'homme a fait choix de soi-même contre Dieu ». Après sa chute, l’homme n’a pas été abandonné par Dieu : l'homme étant incapable de se rapprocher de Dieu par lui-même, étant incapable de réparer une telle faute, Dieu a envoyé son Fils qui est l'instrument de la réconciliation : sa vie sur terre et son sacrifice sont le moyen pour Dieu de prendre le péché des hommes et de leur accorder possibilité d'accomplir la finalité de l'homme rappelé par Ignace de Loyola : « L'homme est créé pour louer, respecter et servir Dieu notre Seigneur ».
Deneken a montré comment, au XXe siècle, les théologiens catholiques ont critiqué une conception trop sacrificielle et juridique du salut par le Christ. Ils ont alors mis l'accent sur les figures du salut de l'Ancien Testament (prophètes...) et sur les autres aspects de la vie du Christ qui révèlent le salut qu'il apporte.
La dimension « positive » de la théologie catholique évoque le salut comme vision béatifique, adoption filiale, réconciliation avec Dieu, divinisation.

### Doctrines protestantes

#### Luther
En lisant l'Épître aux Romains, Martin Luther élabore la doctrine de la justification par la foi: « le juste vivra par la foi. Dieu ne réclame rien, au contraire, c'est lui qui donne, sa justice infinie est un don ». Luther prend la formule dans un sens absolu qui l'amène à adopter la doctrine de la prédestination, car « la foi est l'œuvre de Dieu et non de l'homme ».

#### Calvin
Jean Calvin pense qu'en désobéissant à Dieu, l'homme est esclave du péché, il n'a plus qu'un « serf arbitre » ; il a gardé sa volonté, mais il a été dépouillé d'une volonté pour le bien. Citant Bernard de Clairvaux, Calvin déclare : « Vouloir est de l'homme. Vouloir le mal est de nature corrompue. Vouloir le bien est de grâce ». Calvin dénie à l'homme toute volonté de chercher Dieu. Dieu se penche vers les êtres humains et leur ouvre ses bras tel un père miséricordieux. Toute l'œuvre de justice et de justification est en Dieu. Continuant son raisonnement, Calvin pense que la foi elle-même vient de Dieu. Si Dieu fait tout et l'homme rien, c'est Dieu qui choisit. Les êtres humains ne choisissent rien. À peine mentionnée dans l'édition de 1536 de l'Institution, elle a pris peu à peu une place croissante dans les éditions suivantes. Le chrétien n'a plus aucune responsabilité dans son destin après la mort. Son destin est entre les mains du souverain divin à qui il doit s'abandonner en toute confiance.

#### Jacobus Arminius
Jacobus Arminius pasteur néerlandais de l'Église réformée hollandaise a développé la notion d'arminianisme qui amènera à la fondation de la Fraternité remontrante. Il prétend, contre la doctrine de Calvin sur la prédestination, que la détermination de la destinée de l'homme par Dieu n'est pas absolue. L'acceptation ou le refus de la Grâce par l'homme joue aussi son rôle dans la justification. Il défend le libre examen comme supérieur aux doctrines des Églises établies. D'abord nommés « arminiens », ses partisans soumirent une « remontrance » aux gouvernements et aux assemblées de Frise et de Hollande afin d'obtenir plus de tolérance à leur égard, en particulier de la part des gomaristes (du nom de François Gomar). D'où le nom de « remontrants ».

#### Position chrétienne évangélique
Dans le christianisme évangélique, le croyant obtient le salut par la foi et la grâce seulement (Éphésiens 2:8). Le salut est la condition pour l’accès au paradis. La foi est une décision personnelle et un engagement,. Le croyant est sauvé par l’imputation de la justice du Christ ; tous les mérites de Christ sont imputés au croyant par la foi.
La nouvelle naissance, cette rencontre personnelle avec Jésus-Christ qui se déroule à la conversion du croyant, est considérée comme un véritable passage de la mort spirituelle à la vie spirituelle. La rencontre du croyant avec Jésus et la décision de lui donner sa vie marque un changement de vie important. Elle signifie la repentance, soit la reconnaissance, la confession et le renoncement au péché. Pour certaines églises, tel que dans le courant baptiste, il est synonyme du baptême du Saint-Esprit .

#### Comparaison des doctrines protestantes
| Croyances protestantes sur le salut                                                               | | | |
| Ce tableau résume les points de vue classiques de trois croyances protestantes à propos du salut. | | | |
| Thème                                                                                             | Calvinisme | Luthéranisme | Arminianisme |
| Le libre arbitre                                                                                  | Dépravation totale : L’humanité possède le « libre arbitre », mais il est sous l'esclavage du péché, jusqu'à ce qu'il soit « transformé ». | Péché originel : L'humanité possède le libre arbitre à l’égard des « biens et possessions », mais est pécheresse par nature et est incapable de contribuer à son propre salut,. | Dépravation totale : L'humanité possède la liberté vis-à-vis de la nécessité, mais non la « liberté vis-à-vis du péché », et ce, à moins que le libre arbitre ne soit libéré par la « grâce prévenante ». |
| L'élection                                                                                        | Élection inconditionnelle au salut et à la damnation.                                                                                      | Élection inconditionnelle au salut seulement,. | Élection conditionnelle sur la base de la prescience de la foi où de l'incroyance. |
| La justification et l'expiation                                                                   | Justification par la foi seule. Plusieurs vues concernant la portée de l'expiation. (Expiation limitée pour le calvinisme en 5 points).    | Justification pour tous, accomplie à la mort du Christ et effective au travers de la foi seule,.                                                                                | Justification possible pour tous au travers de la mort de Christ; mais effective seulement par le choix de croire en Jésus.                                                                               |
| La conversion                                                                                     | Conversion monergiste, à travers les moyens de grâce, irrésistible.                                                                        | Conversion monergiste,, à travers les moyens de grâce, résistible. | Conversion synergiste, résistible du fait de l'action de la grâce prévenante. |
| La préservation et l'apostasie                                                                    | Persévérance des saints, les élus en Christ depuis l'éternité persévéreront obligatoirement dans la foi.                                   | S'éloigner de Dieu est possible, mais Dieu donne l'assurance de la préservation,.                                                                                               | Préservation conditionnelle à une foi continue en Christ; avec la possibilité d'apostasie. |

## Approche thématique
Constatant une variété des théologies du salut, certains auteurs ont essayé de les articuler. Le salut ne pouvant se distinguer du Christ, par qui il est donné, les différentes conceptions du salut correspondent à différentes conceptions de ce que le Christ change pour les hommes.

### Turner, Jésus le Sauveur
H.E.W. Turner (en) propose le modèle suivant :
1. Le Christ lumière ou pédagogue. Un verset fondateur de cette vision est Jean 17,3 : « la vie éternelle, c’est qu’il le connaisse, le seul vrai Dieu ». Une autre manière de le dire est de dire que le Christ est venu faire reculer l’ignorance[60], qu'il est venu persuader l’homme (Lettre à Diognète) ou qu'il est le Révélateur de Dieu[61]. En l'exprimant par un vocabulaire juridique, Tertullien dit que le Christ « proclame une loi nouvelle »[62].
2. Le Christ vainqueur. Le chapitre 12 de l'Apocalypse est ici fondateur. Selon Turner, l'idée du salut comme rachat peut être classé dans cette catégorie. C'est ainsi qu'Origène l'exprime (Commentaire de l’évangile de Matthieu 6.8). Grégoire de Nysse, dans sa Grande catéchèse (ch.22-23), va aussi dans ce sens. Notons que ce scénario a été critiqué dès l'Antiquité[63].
3. Le Christ récapitulateur. Ce thème se fonde sur Éphésien 1,10, Colossien 1,20 ou la lettre aux Romains 5,12. Irénée le développe dans son ouvrage Contre les hérésies (Livre 3, ch.18, §1). L'idée est que, le Christ récapitule l’histoire du salut de l'origine à la fin du monde. Turner considère que les lectures typologiques de Méliton de Sardes entrent dans ce schéma.
4. Le Christ divinisateur. La divinisation est l'idée selon laquelle Dieu fait participer l'homme à la nature divine (2 P 1,4). Ce thème est aussi présent chez Irénée (Contre les hérésies, 5,1) : « il s’est fait ce que nous sommes pour faire de nous ce qu’il est ». Mais on le trouve aussi chez Clément d’Alexandrie (Protreptique, 1,8,4),
5. Le Christ victime. Turner évoque ici le thème de la satisfaction, selon lequel le Christ s'est offert en sacrifice pour rétablir la justice rompue par le péché des hommes.

### Sesboué, Jésus Christ, l'unique Médiateur
Bernard Sesboüé propose un modèle proche, mais, à la suite d'Aulen, il distingue un salut qui vient de Dieu et un salut qui vient par l'homme,.
- La médiation descendante :
  1. Le Christ illuminateur : le salut par révélation.
  2. Le Christ vainqueur : la rédemption.
  3. Le Christ libérateur.
  4. Le Christ divinisateur,
  5. Le Christ justice de Dieu.
- La médiation ascendante :
  1. Le sacrifice du Christ
  2. L’expiation souffrante et la propitiation
  3. La satisfaction
  4. De la substitution à la solidarité
- Finalement, Sesboué conclut avec le concept de réconciliation (2 Co 5,20), qui unifie les concepts précédents.